# Megatransfer
Megatransfer (MT) e Gigatransfer (GT) são termos usados em tecnologia de computadores, e que se referem a taxa de transferência de dados (ou operações). São mais comumente usados para medir o número de transferências por segundo (GT/s ou MT/s). 1 GT/s significa 109 ou um bilhão de transferências por segundo, enquanto 1 MT/s é 106 ou um milhão de transferências por segundo.
As unidades referem-se a quantidade "efetiva" de transferências, ou transferências percebidas de "fora" de um sistema ou componente, por contraste com a frequência interna do clock do sistema. Um exemplo é um barramento que funciona em taxa de transferência dobrada, onde os dados são transferidos tanto na borda de subida quanto na borda de descida do sinal de clock. Se o clock interno é de 100 MHz, então a taxa efetiva é de 200 MT/s, porque existem 100 milhões de borda de subida e 100 milhões de borda de descida por segundo num sinal de clock com frequência de 100 MHz.
Megatransfer é associado mais frequentemente à interface SCSI, enquanto Gigatransfer é geralmente associado com PCI Express e HyperTransport.